# Родниковский сельсовет (Пензенская область)
Родниковский сельсовет — сельское поселение в Лунинском районе Пензенской области Российской Федерации.
Административный центр — село Родники.

## История
Статус и границы сельского поселения установлены Законом Пензенской области от 2 ноября 2004 года № 690-ЗПО «О границах муниципальных образований Пензенской области».

## Население
| 2002 | 2010 | 2012 | 2013  | 2014 | 2015 | 2016 |
| ---- | ---- | ---- | ----- | ---- | ---- | ---- |
| 1145 | ↘941 | ↗984 | ↗1012 | ↘986 | ↘965 | ↘949 |
| 2017 | 2018 | 2021 |       |      |      |      |
| ↘918 | ↘907 | ↘870 |       |      |      |      |

## Состав сельского поселения
| № | Населённый пункт | Тип населённого пункта       | Население |
| - | ---------------- | ---------------------------- | --------- |
| 1 | Большое Лёвино   | село                         | ↘19       |
| 2 | Гольцовка        | железнодорожная станция      | ↘35       |
| 3 | Родники          | село, административный центр | ↘887      |